# NGC 7576
NGC 7576 (również PGC 70948) – galaktyka soczewkowata znajdująca się w gwiazdozbiorze Wodnika. Odkrył ją William Herschel 5 października 1785 roku.